# Мале Пијаце
Мале Пијаце (мађ. Kispiac) је насеље у Србији у општини Кањижа у Севернобанатском округу. Према попису из 2022. било је 1412 становника.

## Историја
Место Мале Пијаце није присутно на географским картама издатим пре 1935. године. Место се налази на Телечкој висоравни (Оромпарт), на сусрету песковитог земљишта са црницом. Место се пјрво звало Киришка Пијаца (мађ. Körös-piac), а од 1938. Мале Пијаце (Киспиац).
Значајно археолошко налазиште је откривено крај Кириша 1964. године. Он датира из доба сеобе народа.

## Назив места
У средњем веку на овом разноликом тлу налазе се два села. Прво – 1333. – Пуста Игхаз мађ. Pusta Ighaz (мађ. Puszta-Egyház) које и након више деценијске турске владавине, 1590. године још увек има 22 опорезованих кућа (када на пример Сента има само 8 кућа). Нешто касније се јавља „Васторок” или „Васторка”, а потом је вековима само пустош, са по којим залуталим именом, која предање деформише, али се лако може пратити: мађ. Puczai Puszta, Pucsut, Pucs, ili Stara Torina – Salatornja. Биографија другог старог назива се такође лако прати: мађ. Ostorak – Ostora – Ostorka – Ustorka, а „објашњење” се само нуди у народној етимологији: толико је далеко од свега, као врх бича (мађ. остор).
У међувремену је историја изменила статус овог краја. Престаје турска владавина, а цело ово подручје се оријентише према граничарском Мартоношу. Дуги низ година – све донедавна – дели његову судбину у добру и злу.
Поред српских граничарских породица које уживају одређене бенефиције – а неки од њих (Еремићеви, Ђуришићеви) постају племићи и стичу поседе и крај Кириша – средином XVII века насељавају се мађарски колонисти који раде као надничари на имањима поседника. Граде се салаши, формира се за ово подручје карактеристичан салашки регион и развија се типичан начин живљења: лети на салашу, зими у селу.
Опустошени крај се дакле поново насељава: крај старих рушевина, или чак од њихових остатака, на њиховом месту дижу се нове зграде у које се усељавају сиромашни салашари. Неки од њих стичу мале поседе, на њима подижу своје домове.
Крај који се означава називима: Мартоношки салаши, Кириш, Ошторак, Стара Торина или Szalatornya, и даље се насељава. Године 1874. гради се прва школа (на Суботичком путу), чувена чарда, у коју залазе и „бећари” и крај путељака се формирају низови салаша, са тенденцијом концентрације у насеље.

### Почетак XX века
Крајем XIX и почетком XX века, паралелно са развојем робне производње и динамичнијим развојем саобраћаја, долази до изражаја погодан положај данашњих Малих Пијаца за размену робних вишкова околних подручја која су се специјализовала за производњу одређених култура: жито, кукуруз, вино, воће, стоке и сточних производа. Овде се одржавају огромне пијаце које пођеднако посећују Суботичани, Хоргошани, Кањижани, Оромчани, касније и Велебићани, Трешњевчани, па чак и Чантавирци. Локација пијаца се мења зависно од материјалног утицаја појединог трговца или гостионичара (Илија, Вереш, Кењереш, Голдштејн) на општинске очеве у Мартоношу, па се – зависно од тога у чијем је региону, мења и назив пијаце: Голдштејнова, Илијина итд, али остаје чињеница великих и малих чувених пијаца.

### Развој привредне
Развој једне привредне гране утиче и на друге: подстиче њихов развој. Тако се у селу развија виноградарство, ратарство, сточарство, риболов на Киришу, чија је плитка, али плаховита вода окретала огромне точкове седам воденица (названих „potyogók”). Домаћа радиност, а посебно корпарство – наслеђено из Мартоноша – је такође у пуном цвату. Близина околних насеља је међутим – поред очите користи – проузроковала да се село никако није могло осамосталити.
Заосталост, положај „богу иза леђа” нестаје тек педесетих – шездесетих година, захваљујући електрификацији, прикључном путу, развоју школске мреже, аматерске културне делатности, изградњи дома здравља и дома културе, јачању друштвеног сектора у пољопривреди (ПК „Бачка” Хоргош). Све ово убедљиво говори о перспективама како насеља, тако и његових око 3.800 становника, који – верно чувајући своје традиције, знају се отворити према новом, заслужујући тиме положај пажњу и симпатије.

## Демографија
У насељу Мале Пијаце живи 1577 пунолетних становника, а просечна старост становништва износи 40,8 година (39,3 код мушкараца и 42,3 код жена). У насељу има 734 домаћинства, а просечан број чланова по домаћинству је 2,71.
Ово насеље је великим делом насељено Мађарима (према попису из 2002. године), а у последња три пописа, примећен је пад у броју становника.
|             | \| Демографија[2] \| Демографија[2] \| Демографија[2] \| \| Година \| Становника \| Становника \| \| -------------- \| -------------- \| -------------- \| \| 1948. \| 2.763 \| \| \| 1953. \| 2.694 \| \| \| 1961. \| 2.539 \| \| \| 1971. \| 2.402 \| \| \| 1981. \| 2.336 \| \| \| 1991. \| 2.144 \| 2.144 \| \| 2002. \| 1.988 \| 2.017 \| \| 2011. \| 1.811 \| \| \| 2022. \| 1.412 \| \| |            |
| Демографија | |            |
| Година      | Становника | Становника |
| 1948.       | 2.763 |            |
| 1953.       | 2.694 |            |
| 1961.       | 2.539 |            |
| 1971.       | 2.402 |            |
| 1981.       | 2.336 |            |
| 1991.       | 2.144 | 2.144      |
| 2002.       | 1.988 | 2.017      |
| 2011.       | 1.811 |            |
| 2022.       | 1.412 |            |

| Етнички састав према попису из 2002.‍ | Етнички састав према попису из 2002.‍ | Етнички састав према попису из 2002.‍ | Етнички састав према попису из 2002.‍ | Етнички састав према попису из 2002.‍ |
| ------------------------------------ | ------------------------------------ | ------------------------------------ | ------------------------------------ | ------------------------------------ |
|                                      |                                      |                                      |                                      |                                      |
| Мађари                               | Мађари                               |                                      | 1.916                                | 96,37%                               |
| Срби                                 | Срби                                 |                                      | 34                                   | 1,71%                                |
| Југословени                          | Југословени                          |                                      | 8                                    | 0,40%                                |
| Македонци                            | Македонци                            |                                      | 4                                    | 0,20%                                |
| Буњевци                              | Буњевци                              |                                      | 4                                    | 0,20%                                |
| Хрвати                               | Хрвати                               |                                      | 3                                    | 0,15%                                |
| Роми                                 | Роми                                 |                                      | 3                                    | 0,15%                                |
| Русини                               | Русини                               |                                      | 1                                    | 0,05%                                |
| непознато                            | непознато                            |                                      | 0                                    | 0,0%                                 |

| Година пописа     | 1948. | 1953. | 1961. | 1971. | 1981. | 1991. | 2002. |
| ----------------- | ----- | ----- | ----- | ----- | ----- | ----- | ----- |
| Број домаћинстава | 784   | 798   | 805   | 824   | 847   | 788   | 734   |

| Број чланова      | 1   | 2   | 3   | 4   | 5  | 6  | 7 | 8 | 9 | 10 и више | Просек |
| ----------------- | --- | --- | --- | --- | -- | -- | - | - | - | --------- | ------ |
| Број домаћинстава | 156 | 212 | 161 | 133 | 47 | 20 | 2 | 3 | 0 | 0         | 2,71   |

| Пол    | Укупно | Неожењен/Неудата | Ожењен/Удата | Удовац/Удовица | Разведен/Разведена | Непознато |
| ------ | ------ | ---------------- | ------------ | -------------- | ------------------ | --------- |
| Мушки  | 824    | 216              | 541          | 28             | 39                 | 0         |
| Женски | 818    | 86               | 549          | 153            | 30                 | 0         |
| УКУПНО | 1.642  | 302              | 1.090        | 181            | 69                 | 0         |

| Пол    | Укупно                    | Пољопривреда, лов и шумарство | Рибарство                            | Вађење руде и камена | Прерађивачка индустрија       |
| ------ | ------------------------- | ----------------------------- | ------------------------------------ | -------------------- | ----------------------------- |
| Мушки  | 614                       | 504                           | 3                                    | 0                    | 56                            |
| Женски | 489                       | 432                           | 0                                    | 0                    | 19                            |
| УКУПНО | 1.103                     | 936                           | 3                                    | 0                    | 75                            |
| Пол    | Производња и снабдевање   | Грађевинарство                | Трговина                             | Хотели и ресторани   | Саобраћај, складиштење и везе |
| Мушки  | 3                         | 9                             | 17                                   | 2                    | 8                             |
| Женски | 1                         | 1                             | 16                                   | 4                    | 1                             |
| УКУПНО | 4                         | 10                            | 33                                   | 6                    | 9                             |
| Пол    | Финансијско посредовање   | Некретнине                    | Државна управа и одбрана             | Образовање           | Здравствени и социјални рад   |
| Мушки  | 1                         | 2                             | 2                                    | 1                    | 3                             |
| Женски | 0                         | 0                             | 2                                    | 5                    | 6                             |
| УКУПНО | 1                         | 2                             | 4                                    | 6                    | 9                             |
| Пол    | Остале услужне активности | Приватна домаћинства          | Екстериторијалне организације и тела | Непознато            | Непознато                     |
| Мушки  | 2                         | 0                             | 0                                    | 1                    | 1                             |
| Женски | 1                         | 0                             | 0                                    | 1                    | 1                             |
| УКУПНО | 3                         | 0                             | 0                                    | 2                    | 2                             |